# Can’t Stand Losing You
„Can’t Stand Losing You” to utwór zespołu The Police wydany w 1978 roku promujący debiutancki album zespołu, Outlandos d’Amour. Wydany ponownie w 1979 roku. Stacja BBC odmówiła promocji singla w radiu ze względu na kontrowersyjną okładkę przedstawiającą wisielca stojącego na bryle z lodu.

## Lista utworów
1. „Can’t Stand Losing You” - 2:58
2. „Dead End Job”

## Twórcy
- Sting – gitara basowa, wokal, chórki
- Andy Summers – gitara, chórki
- Stewart Copeland – perkusja